# Norman Gobbi
Norman Gobbi, né le 23 mars 1977 à Faido (originaire de Quinto), est un homme politique suisse, membre de la Ligue des Tessinois (Lega). Il accède au Conseil national en mars 2010, puis est élu au Conseil d'État de son canton, le Tessin, en avril 2011.

## Biographie
Originaire de Quinto, il obtient une maturité scientifique au lycée cantonal de Bellinzone puis, en 2007, quitte l'Université de la Suisse italienne avec un diplôme en sciences de la communication en entreprises et institutionnelle. En 2002, il entame une carrière en tant que consultant en communication et marketing.
Conseiller communal de Quinto d'avril 1996 à avril 2008 puis conseiller municipal à partir de mai 2008,, il devient député au Grand Conseil en avril 1999 et le préside de mai 2008 à mai 2009.
Le 1er mars 2010, il accède au Conseil national après le retrait d'Attilio Bignasca.
Le 10 avril 2011, il est élu conseiller d'État tessinois, en même temps que son collègue de parti Marco Borradori, et prend la direction du département des institutions. Lorenzo Quadri le remplace au Conseil national le 30 mai 2011.

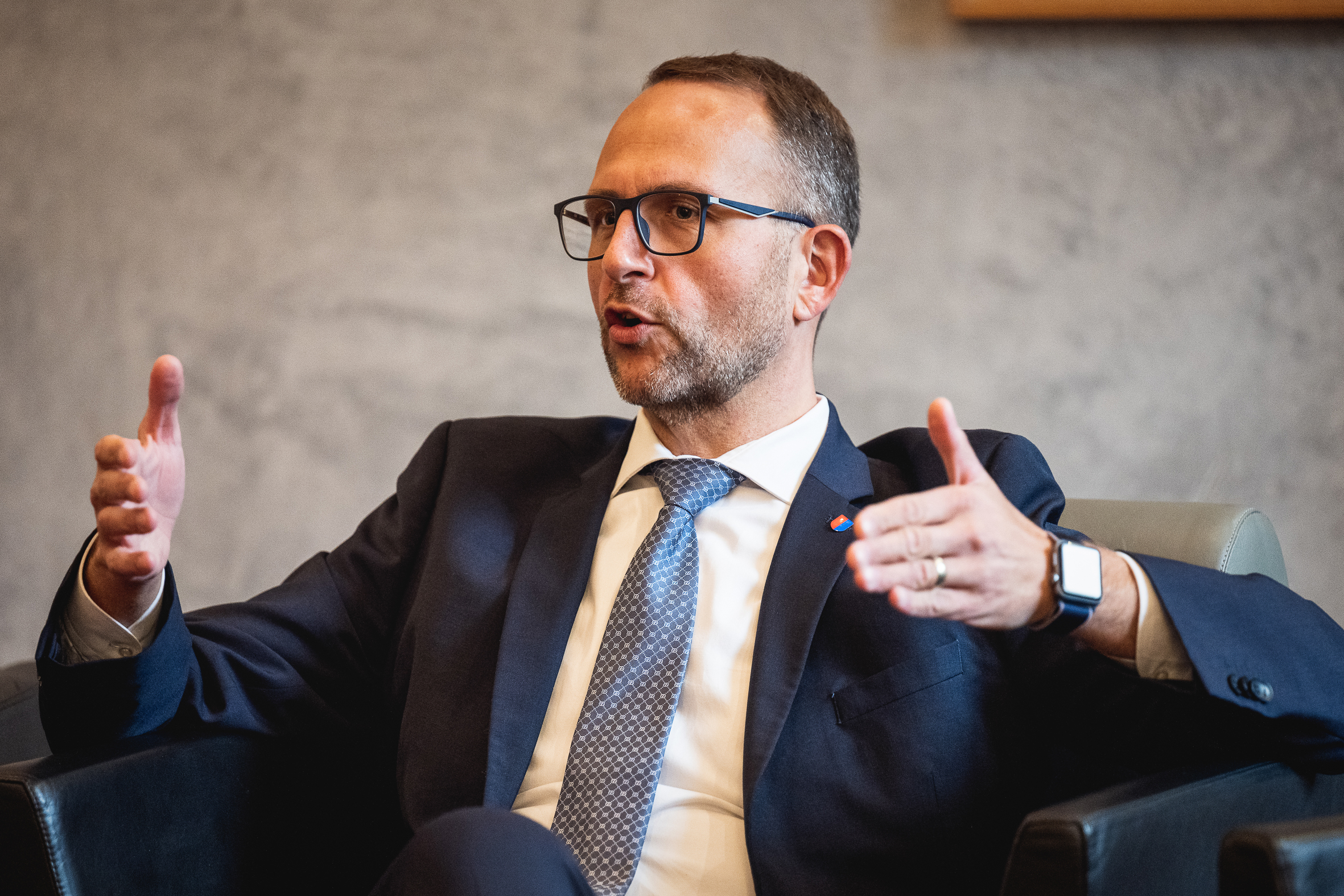
Norman Gobbi en 2020.

Après les élections de 2015, il figure sur le ticket de l'Union démocratique du centre pour récupérer un siège au Conseil fédéral. Lors du renouvellement du Conseil fédéral de 2015, il obtient cinquante voix au premier tour mais n'en conserve plus que onze à l'issue du troisième tour. Il termine derrière le Zougois Thomas Aeschi (88 voix) et le Vaudois Guy Parmelin, élu conseiller fédéral avec 138 voix.
En octobre 2007, il rejoint la direction du Hockey Club Ambrì-Piotta et se charge du marketing. Dans l'armée suisse, il atteint le grade de lieutenant-colonel.
Il est marié et père de deux enfants.